# Шипокрила калугерица
Шипокрилата калугерица (Vanellus spinosus) е вид птица от семейство Charadriidae.

## Разпространение и местообитание
Разпространен е в Бенин, Буркина Фасо, Бурунди, Гамбия, Гана, Гвинея, Гвинея-Бисау, Гърция, Джибути, Египет, Еритрея, Етиопия, Йемен, Израел, Йордания, Ирак, Иран, Камерун, Кения, Демократична република Конго, Кот д'Ивоар, Ливан, Мавритания, Малави, Мали, Нигер, Нигерия, Оман, Палестина, Република Кипър, Република Македония, Руанда, Саудитска Арабия, Сенегал, Сиера Леоне, Сирия, Сомалия, Судан, Танзания, Того, Турция, Уганда, Централноафриканската република, Чад и Южен Судан.